# ميكانيك الكم العلائقي
ميكانيكا الكم العلائقي (بالإنجليزية: Relational quantum mechanics)‏ هي تفسير لميكانيكا الكم حيث تبين العلاقة بين المراقب والنظام وهذا التفسير كان قد رسم أول مرة بواسطة العالم الفرنسي كارلوا روفيلي في عام 1994.